# Статуя Свободи (Будапешт)
Статуя Свободи (угор. Szabadság-szobor) — статуя в Будапешті на горі Геллерт. Встановлена як пам'ятник тим, хто віддав свої життя за незалежність, свободу та процвітання Угорщини.

## Історія

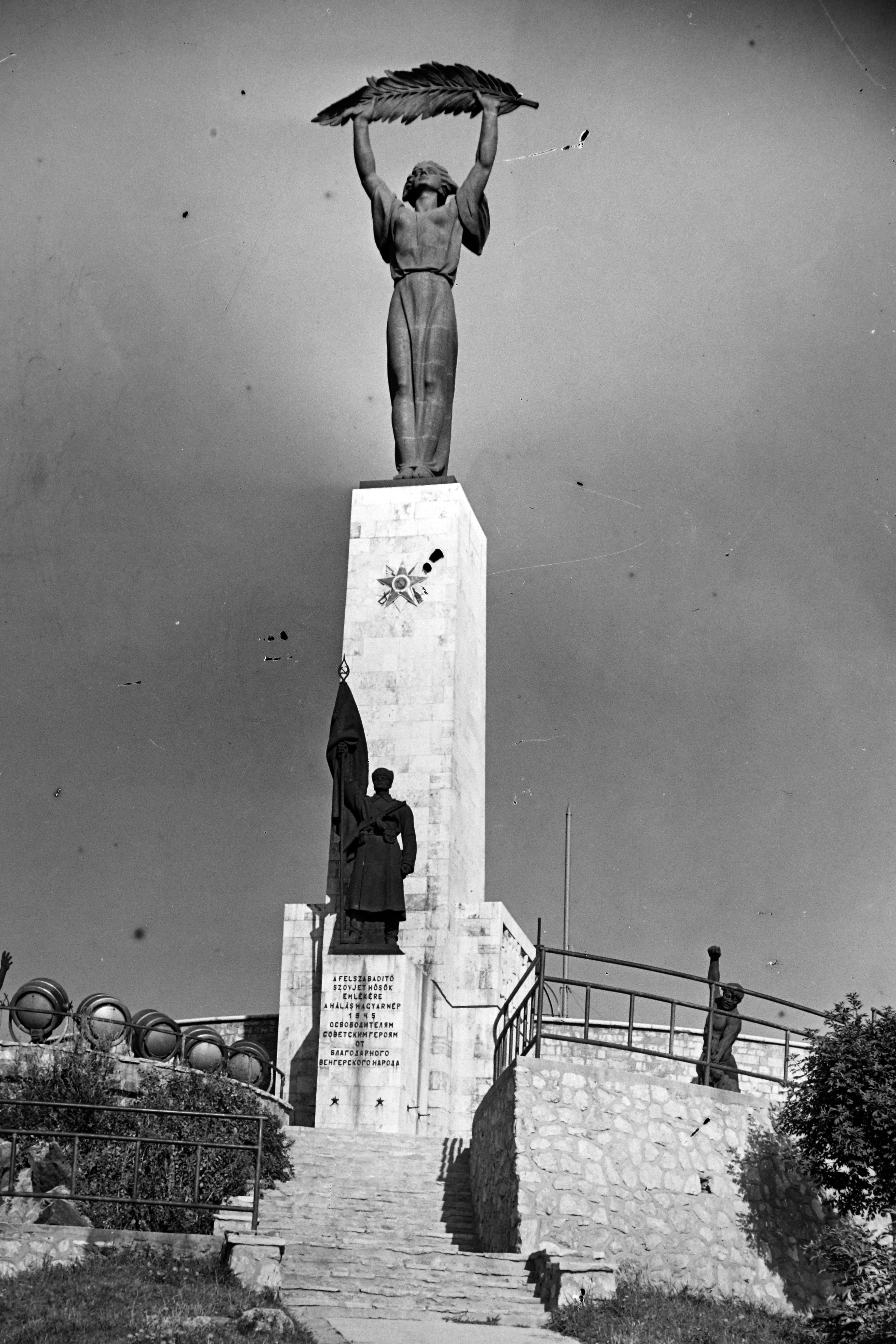
Статуя Свободи в 1953 році

Статуя Свободи була встановлена 1947 року в пам'ять про радянське звільнення Угорщини від нацистського окупаційного режиму. Розташування статуї на пагорбі Геллерт робить її видимою в різних частинах Будапешта.
Архітектором статуї Свободи став Жиґмонд Кішфалуді-Стробл. За його словами, дизайн статуї був спочатку розроблений для Іштвана Горті, молодшого сина угорського диктатора Міклоша Горті, і на пам'ятнику спочатку мала бути людська дитина замість жінки із пальмовим листком, що стало радянським доповненням.
Протягом наступних років негативні суспільні настрої щодо радянської влади переросли до революції, яка відбулася 1956 року і під час якої деякі частини пам'ятника були пошкоджені.
1989 року на п'єдесталі були змінені слова.

## Опис
Статуя висотою 14 м стоїть на п'єдесталі висотою 26 м і тримає пальмовий листок. Поруч стоять ще дві менші статуї. Оригінальний монумент складався зі ще двох таких статуй, проте згодом їх перенесли до парку Мементо.
Під час зведення статуї Свободи поразка сил держав Осі, завдана їм Червоною армією, трактувалася як «звільнення». Тому відповідні слова були розміщені на п'єдесталі пам'ятника (угорською та російською):
| Угорською (оригінал)                                          | Російською (оригінал)                                             | Переклад українською                                          |
| ------------------------------------------------------------- | ----------------------------------------------------------------- | ------------------------------------------------------------- |
| A FELSZABADÍTÓ SZOVJET HŐSÖK EMLÉKÉRE A HÁLÁS MAGYAR NÉP 1945 | ОСВОБОДИТЕЛЯМ СОВЕТСКИМ ГЕРОЯМ ОТ БЛАГОДАРНОГО ВЕНГЕРСКОГО НАРОДА | ВИЗВОЛИТЕЛЯМ РАДЯНСЬКИМ ГЕРОЯМ ВІД ВДЯЧНОГО УГОРСЬКОГО НАРОДУ |

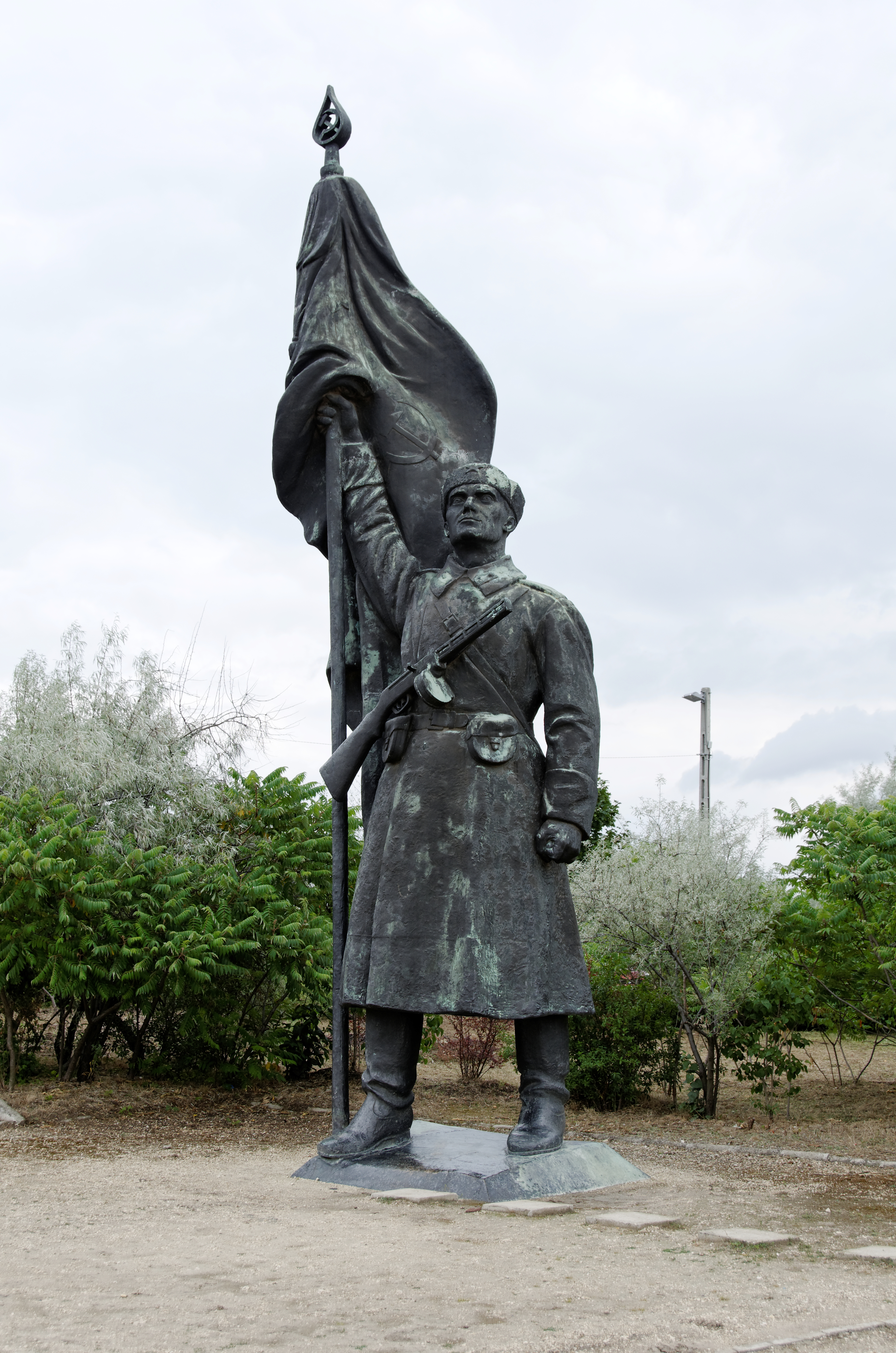
Статуя радянського солдата, що раніше входила до композиції статуї. Зараз зберігається в парку Мементо

Після переходу Угорщини до демократії в 1989 році слова на п'єдесталі були змінені:
| Угорською (оригінал)                                                                                    | Переклад українською                                                                  |
| --- | ------------------------------------------------------------------------------------- |
| MINDAZOK EMLÉKÉRE AKIK ÉLETÜKET ÁLDOZTÁK MAGYARORSZÁG FÜGGETLENSÉGÉÉRT, SZABADSÁGÁÉRT ÉS BOLDOGULÁSÁÉRT | У ПАМ'ЯТЬ ПРО ВСІХ ХТО ВІДДАВ СВОЄ ЖИТТЯ ЗА НЕЗАЛЕЖНІСТЬ, СВОБОДУ ТА РОЗКВІТ УГОРЩИНИ |

Російськомовна версія була повністю прибрана зі статуї.

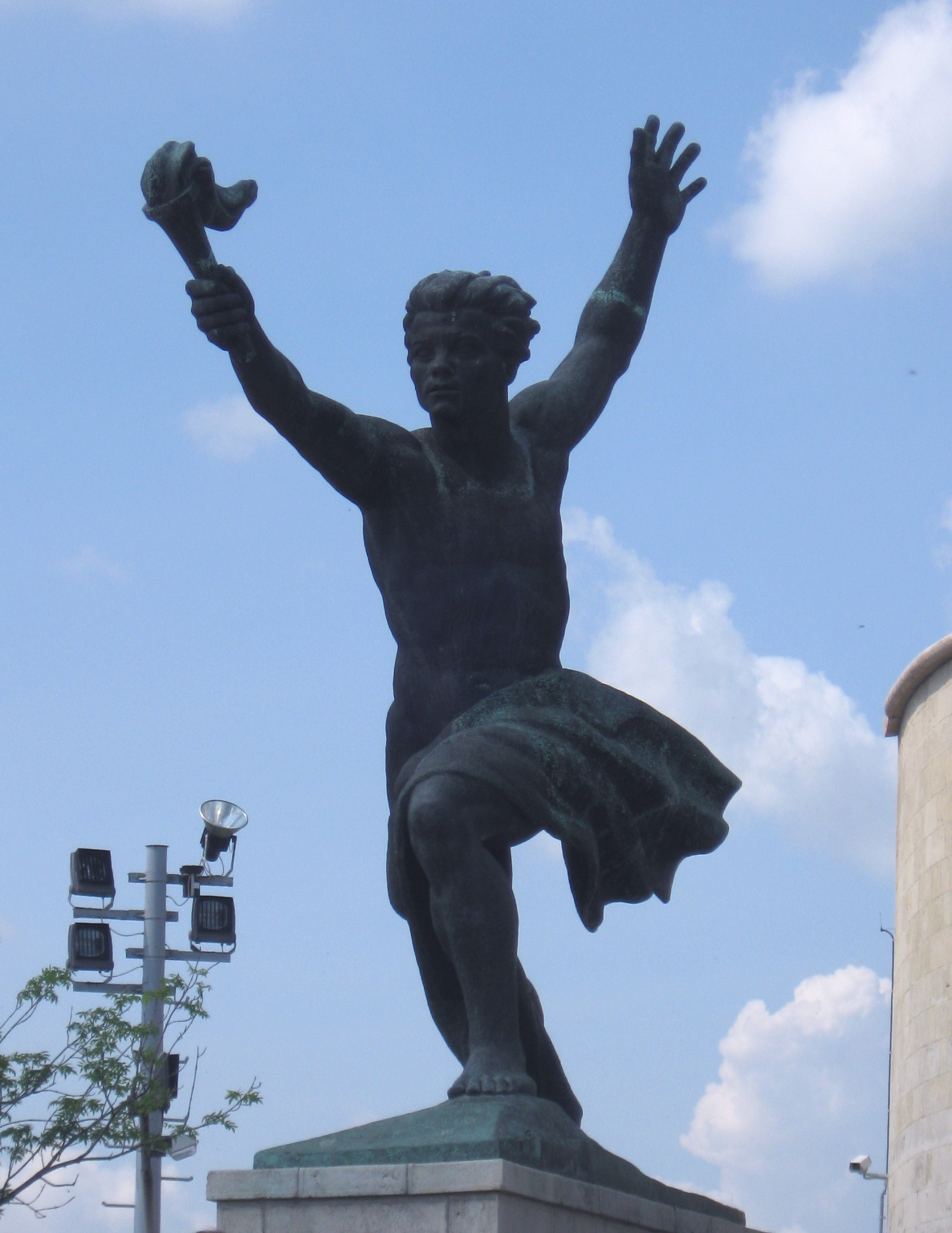
Бічна статуя: чоловік біжить зі смолоскипом у руці
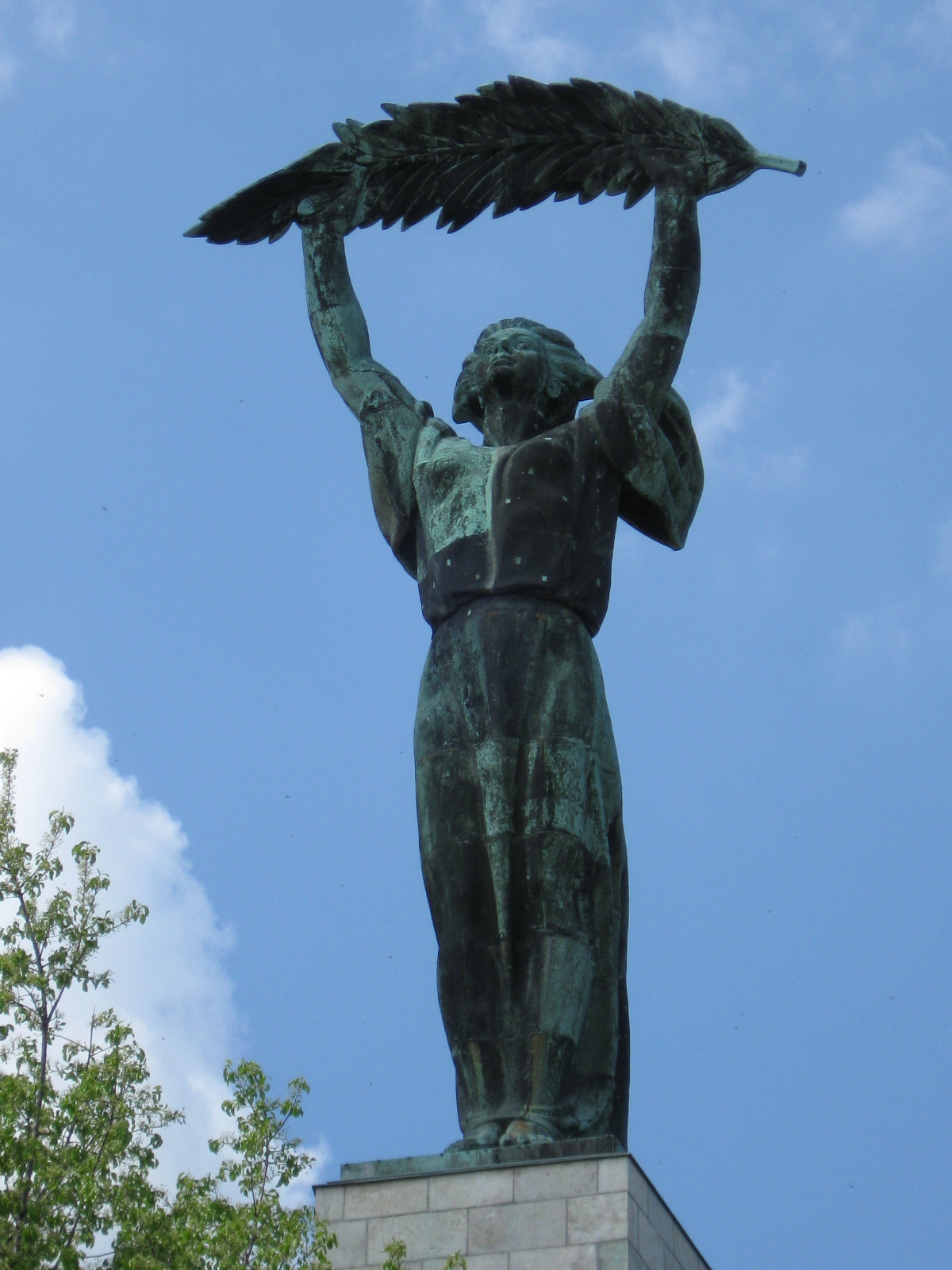
Головна фігура статуї
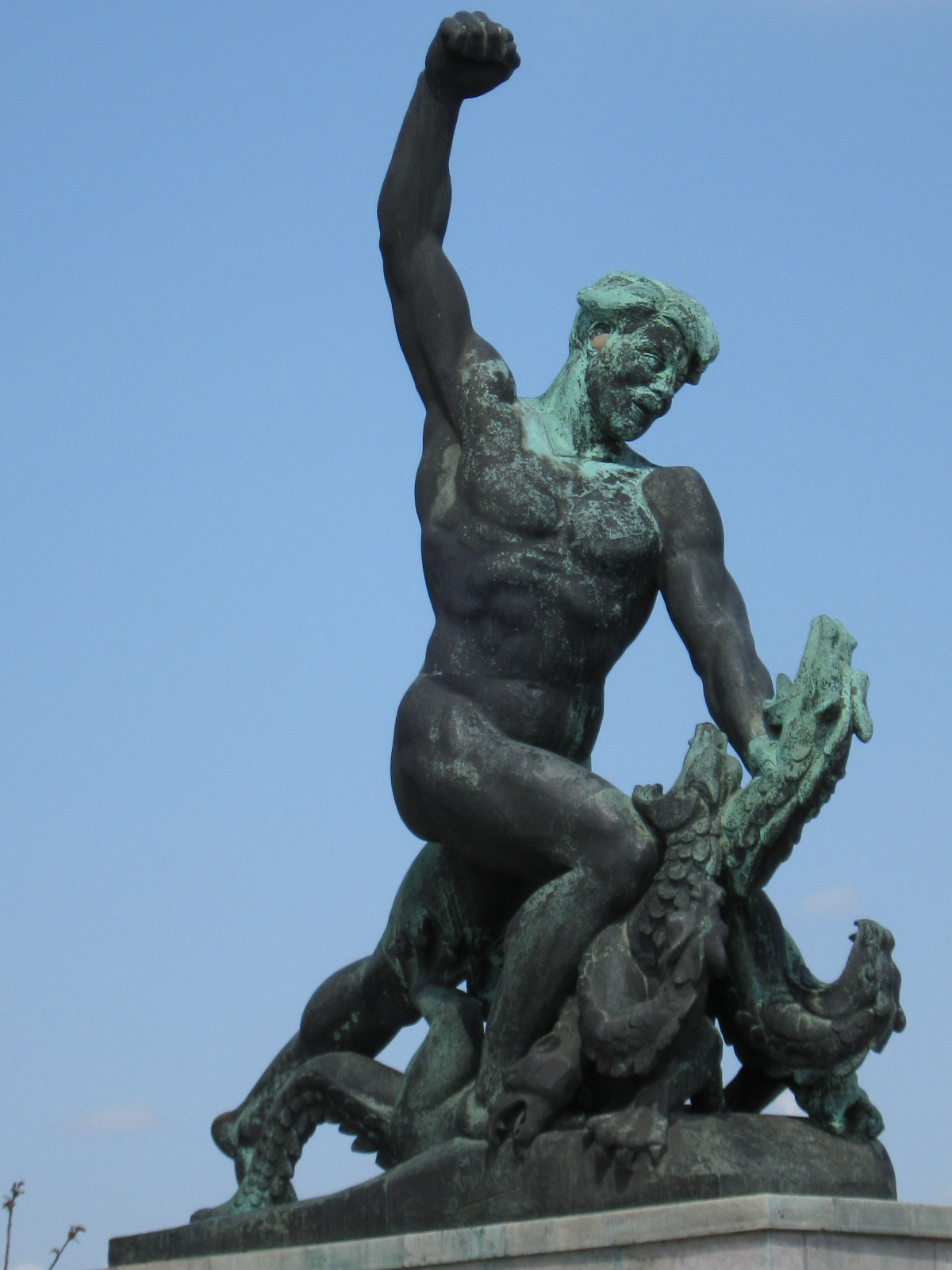
Бічна статуя: вбивця дракона

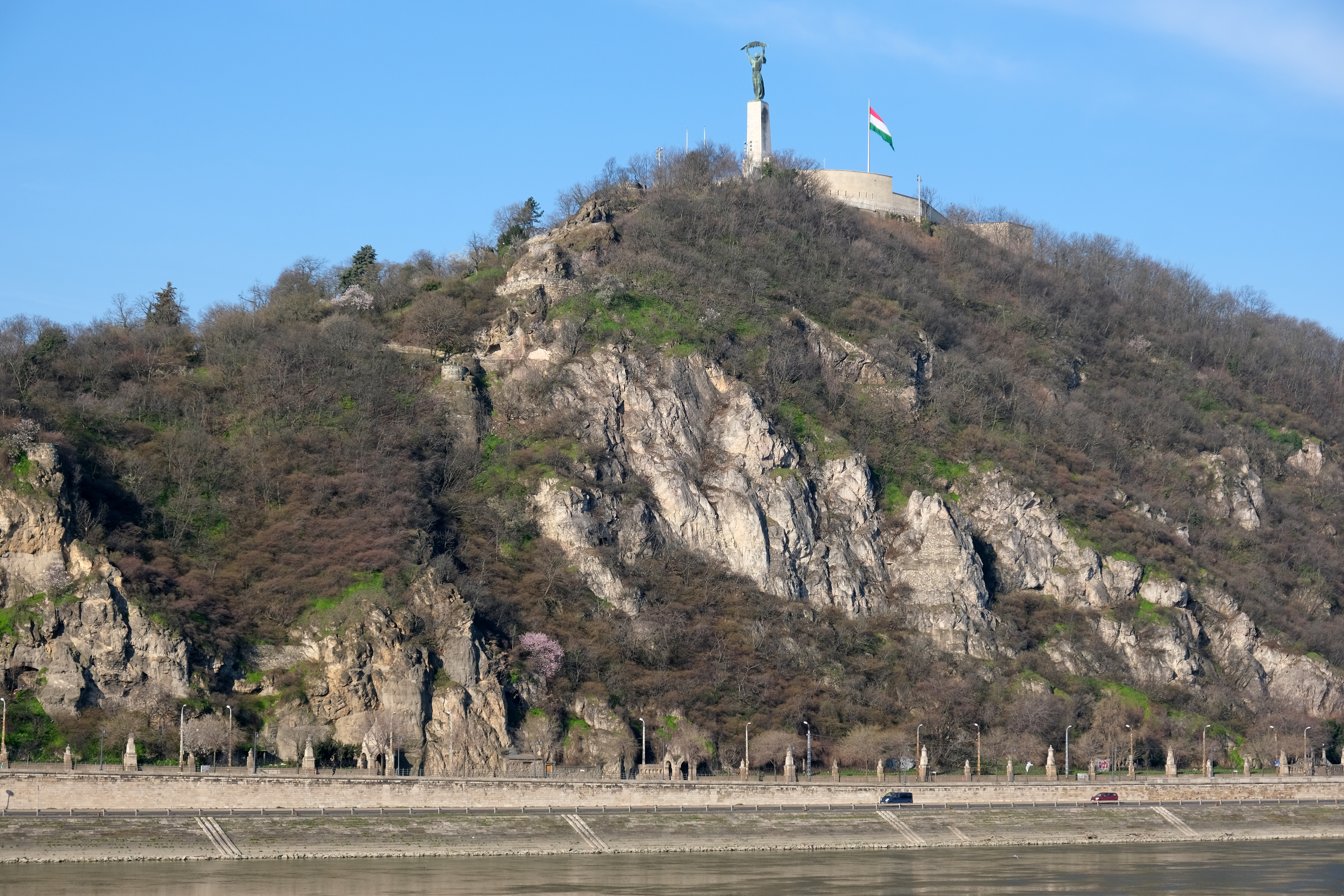
Пагорб Геллерт
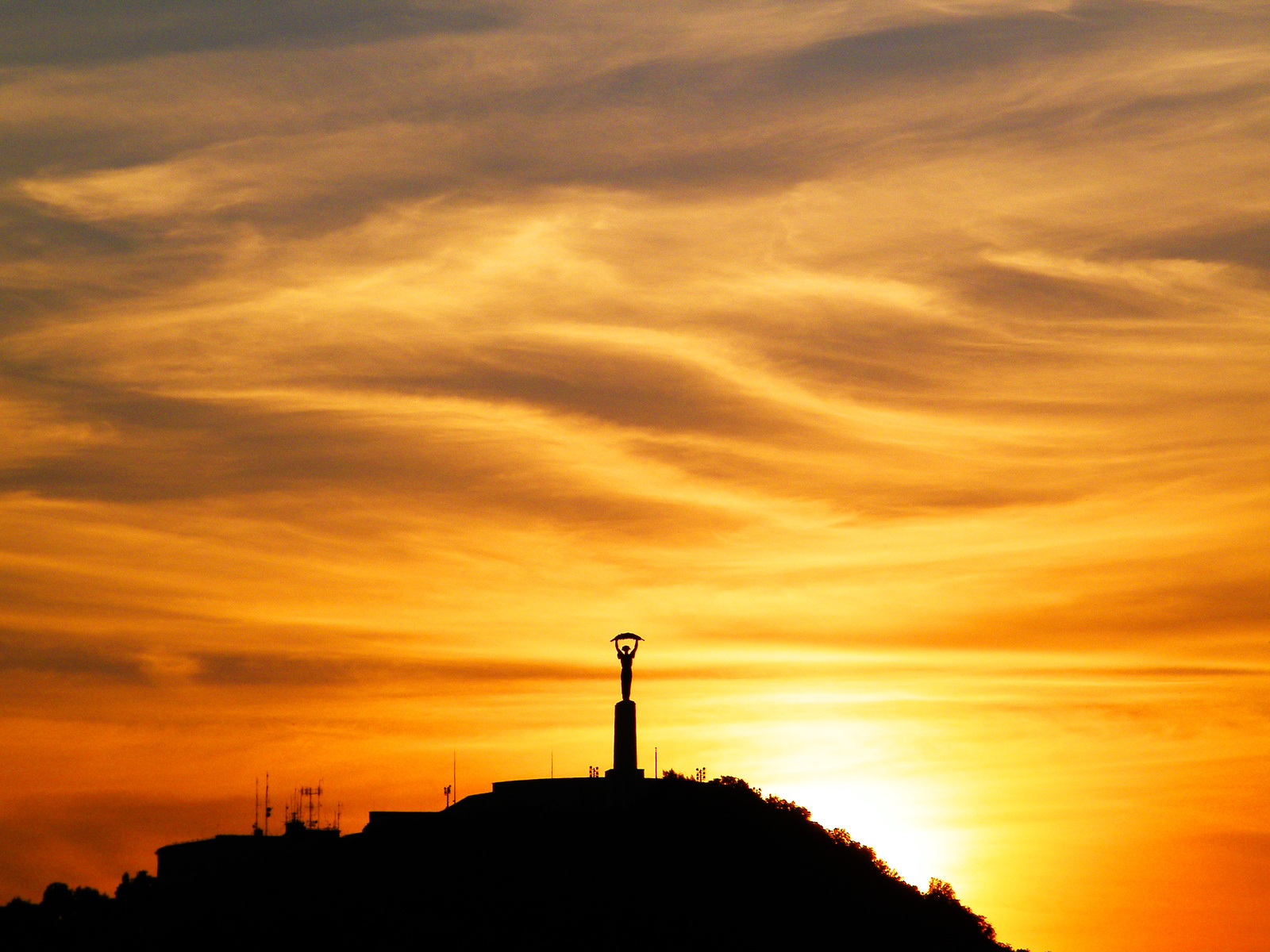
Статуя Свободи на фоні заходу сонця
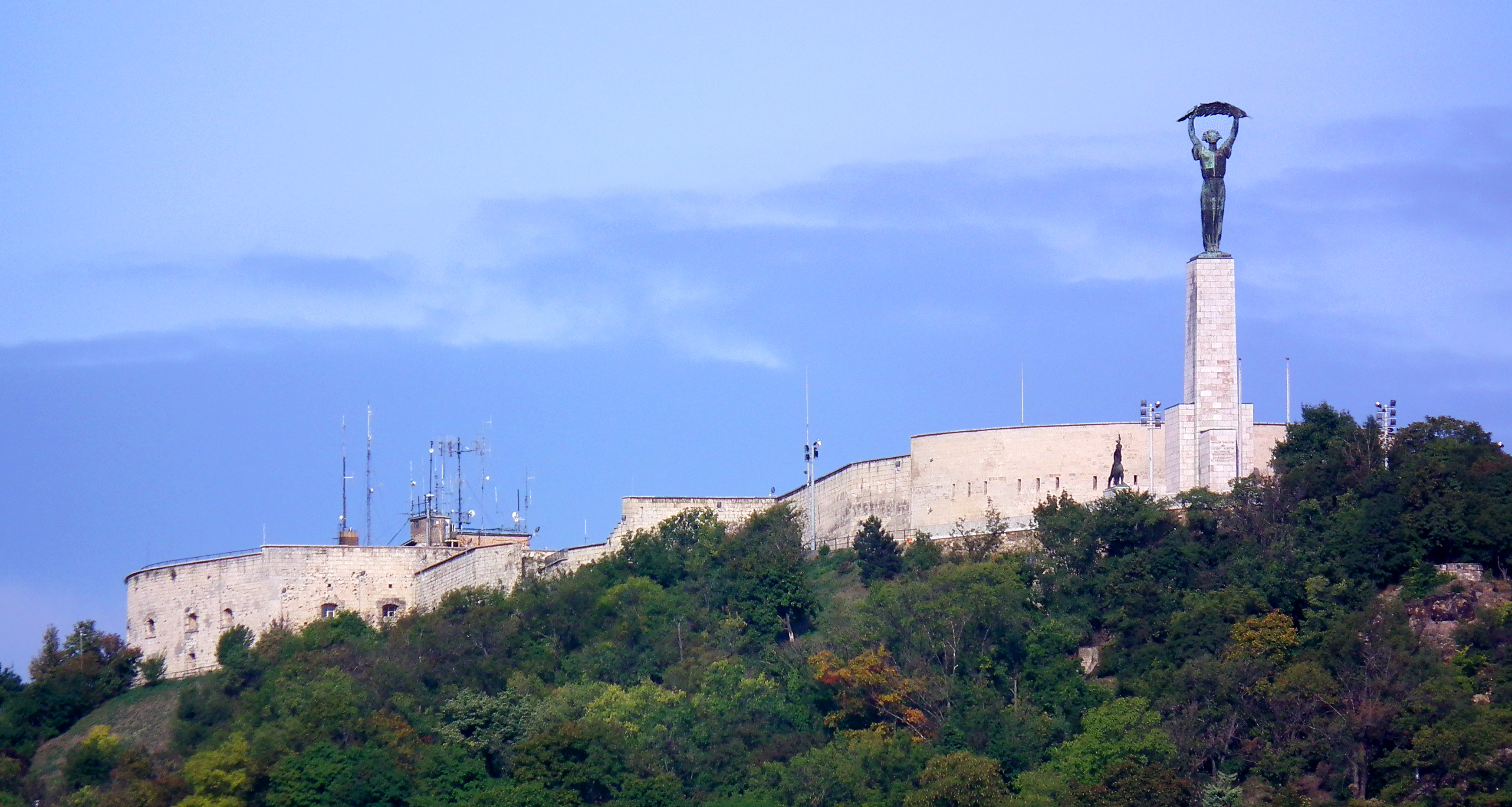
Панорама на статую Свободи та будапештську Цитадель